# Język nimboran
Język nimboran (a. nambrong, namblong) – język papuaski z prowincji Papua w Indonezji (kabupaten Jayapura). Należy do rodziny języków nimboran (Nimboran, Grime River).
Według danych z 1987 roku mówi nim 2 tys. osób. Jego użytkownicy zamieszkują ok. 26 wsi na zachód od jeziora Sentani. Zagrożony wymarciem, nie posługują się nim wszyscy członkowie społeczności. Jest wypierany przez malajski papuaski.
Badaniem języka nimboran zajmował się J.C. Anceaux, autor gramatyki z 1965 r. Istnieje także opracowanie z 1997 r. Jest zapisywany alfabetem łacińskim.

## Zaimki osobowe
W języku nimboran występuje rozróżnienie inclusivus-exclusivus. Brak natomiast osobnych form liczby pojedynczej i mnogiej.
| 1. os. | l.poj. i l.mn. inclusivus | io  |
| 1. os. | l.poj. i l.mn. exclusivus | ngo |
| 2. os. | l.poj. i l.mn.            | ko  |
| 3. os. | l.poj. i l.mn.            | no  |